# Cerrar los ojos
Cerrar los ojos is een Spaans-Argentijnse film uit 2023, geregisseerd en mede geschreven door Victor Erice.

## Verhaal
In 2012, circa twintig jaar na de mysterieuze verdwijning van de acteur Julio Arenas tijdens het opnemen van een film nabij de zee, blaast een sensationele televisieshow de zaak nieuw leven in. Filmregisseur en Arenas' goede vriend Miguel Garay die de onafgemaakte film opnam, praat met Julio's dochter Ana, filmredacteur en archivaris Max en hun wederzijdse vriendin en minnares Lola.

## Rolverdeling
| Acteur           | Personage             |
| ---------------- | --------------------- |
| Manolo Solo      | Miguel Garay          |
| José Coronado    | Julio Arenas / Gardel |
| Ana Torrent      | Ana Arenas            |
| María León       | Belén Granados        |
| Petra Martínez   | zuster Consuelo       |
| Soledad Villamil | Lola San Román        |
| Antonio Dechent  | Tico Mayoral          |
| Mario Pardo      | Max Roca              |
| Helena Miquel    | Marta Soriano         |
| José María Pou   | Ferrán Soler          |
| Juan Margallo    | dokter Benavides      |

## Productie
Cerrar los ojos is Erice's eerste speelfilm sinds het docudrama El sol del membrillo uit 1992. Het scenario werd geschreven door Víctor Erice en Michel Gaztambide, gebaseerd op een origineel verhaal van Erice. De productie is in handen van Pecado Films, Tandem Films, Nautilus Films, Pampa Films en La voz del adiós AIE in coproductie met RTVE, Canal Sur, Vodafone, EiTB, Movistar Plus+, Telemadrid en met steun van ICAA, de regionale overheden van Madrid en Andalusië en de Diputación de Granada. Er werd gefilmd in Granada, Almería, Asturias en Madrid.

## Release en ontvangst
Cerrar los ojos ging op 22 mei 2023 in première op het Filmfestival van Cannes. De film kreeg overwegend positieve kritieken van de filmcritici, met een score van 93% op Rotten Tomatoes, gebaseerd op 29 beoordelingen. De film werd op 30 november 2023 elf maal genomineerd voor de Premios Goya 2024 en won een prijs.

## Prijzen en nominaties
De belangrijkste:
| Jaar | Prijs        | Categorie                | Genomineerde(n)                          | Uitslag     |
| ---- | ------------ | ------------------------ | ---------------------------------------- | ----------- |
| 2024 | Premios Goya | Beste film               | Beste film                               | Genomineerd |
| 2024 | Premios Goya | Beste regisseur          | Víctor Erice                             | Genomineerd |
| 2024 | Premios Goya | Beste acteur             | Manolo Solo                              | Genomineerd |
| 2024 | Premios Goya | Beste mannelijke bijrol  | José Coronado                            | Gewonnen    |
| 2024 | Premios Goya | Beste vrouwelijke bijrol | Ana Torrent                              | Genomineerd |
| 2024 | Premios Goya | Beste origineel scenario | Víctor Erice, Michel Gaztambide          | Genomineerd |
| 2024 | Premios Goya | Beste camerawerk         | Valentín Álvarez                         | Genomineerd |
| 2024 | Premios Goya | Beste montage            | Ascen Marchena                           | Genomineerd |
| 2024 | Premios Goya | Beste artdirector        | Curru Garabal                            | Genomineerd |
| 2024 | Premios Goya | Beste productiemanager   | María José Díez                          | Genomineerd |
| 2024 | Premios Goya | Beste geluid             | Iván Marín, Juan Ferro, Candela Palencia | Genomineerd |